# (33161) 1998 DE35
1998 DE35 (asteroide 33161) é um asteroide da cintura principal. Possui uma excentricidade de 0.07935000 e uma inclinação de 3.44767º.
Este asteroide foi descoberto no dia 27 de fevereiro de 1998 por Eric Walter Elst em La Silla.